# Микулинский, Василий Андреевич
Князь Василий Андреевич Микулинский (ум. 1540) — воевода и боярин на службе у московского князя Василия III и правительницы Елены Васильевны Глинской при малолетнем Иване IV Грозном.
Последний мужской представитель княжеского рода Микулинских, происходящих от князей Тверских. Рюрикович в XIX колене. Младший сын Андрея Борисовича последнего удельного князя микулинского. Имел братьев, князей: Владимира и Юрия Андреевичей.

## Биография

### Служба при Василии III
В 1492 году воевода в походе к Смоленску.
В 1497 году воевода Большого полка в походе к Владимиру.
Во время Русско-литовской войны 1512—1522 гг. В 1513 году воевода Передового полка войск посланных к Смоленску. Зимой 1514/1515 года воевода Большого полка в походе из Вязьмы на Великое княжество литовское.
В 1516 году воевода войск правой руки в походе из Смоленска на Литву. В этом же году был воеводой полка правой руки в Великих Луках.
В 1517 году был воеводой Большого полка в Мещере на Толстике.
В 1518 году воевода войск в походе под Могилёв.
В июле 1519 года водил полк правой руки из Вязьмы и Стародуба на Литву, а вслед за этим первый воевода Сторожевого полка в походе из Великих Лук под Молодевку и к Полоцку, где передовые польско-литовские войска разбили и далее после нескольких победных боёв пошёл до Вильно, возвратившись от туда с большими военными трофеями.
В 1520 году первый воевода Большого полка в походе из Новгорода на Литву.
В августе 1530 и июле 1531 года береговой воевода, стоял на берегу Оки против Ростиславля для защиты от нападения со стороны Крымского ханства.
В 1531 году пожалован в бояре. В этом же году по второй росписи первый воевода Большого полка в Туле, а в июле стоял первым воеводою с полком в устье Осётра.
В конце февраля 1532 года, когда главный воевода князь И. М. Воротынский подвергся опале, занял его место в большом полку в Туле. В марте того же года Василий III распустил воевод из Тулы и отпустил Микулинского домой, но уже в июле он опять был первым воеводой войск, стоящих против Ростиславля. В этом же году первый воевода в Новгород-Северском, откуда отозван в Москву.
В январе 1533 года в первый и третий день, присутствовал на свадьбе Андрея Ивановича Старицкого с княжной Е. А. Хованской, сидел вторым в кривом государевом столе (на окольничем месте), а после направлен первым воеводой в Путивль. В мае этого же года вновь первый воевода в Новгороде-Северском, где за службу пожалован золотым.

#### Служба при малолетнем Иване Грозном
В 1534 году нёс службу на берегу Оки, откуда с другими воеводами должен был идти к Вязьме и далее к Смоленску в связи с наступлением на него польских войск, но был оставлен на южной границе для защиты со стороны Крыма.
В 1535 году, второй воевода Передового полка в Коломне, а в сентябре, по роспуску больших воевод, послан из Коломны на Угру первым воеводой.
В июле 1536 года первый воевода, командовал передовым полком в Коломне, а в июле 1537 года переведён с этой должности первым воеводой большого полка во Владимир, что было связано с подготовкой похода на Казань. По соединении пришедших в город других воевод из Мурома и Мещеры, назначен воеводою Большого полка.
В 1538 году сперва первый воевода Передового полка на берегу Оки напротив Рославля, а в августе командовал передовым полком в Коломне.
В июне 1539 года снова в Коломне воевода Большого полка. В этом же году упомянут воеводою в Калуге.
В апреле 1540 года был воеводой большого полка во Владимире, где с ним местничал Ю. М. Голицын.  В августе этого же года отпущен по болезни в Москву и в том же году до 19 сентября скончался.
Князья Дмитрий Телятевский и Иван Пунков дали 19 сентября 1540 года Троице-Сергиеву монастырю вклад в 50 рублей по князю В.А. Микулинскому. В ноябре 1540 года великий князь Иван Грозный пожаловал за вкладную вотчину князя Василия Андреевича село Горицы 150 рублей.

## Семья
По родословной росписи показан бездетным, но был женат на княгине Анне и имел двух дочерей:
- Княжна Александра — вторая жена московского дворянина Фёдора Ивановича Беззубцева[3].
- Княжна Анастасия — жена Семёна Фёдоровича Алабышева[3].

## Критика
В "Русской родословной книге" А.Б. Лобанова-Ростовского и "Истории родов русского дворянства" П.Н. Петрова показан ещё один брат, боярин и князь Иван Андреевич Микулинский-Лугвица.
М.Г. Спиридов и в поколенной росписи поданной в 1682 году в Палату родословных дел у отца показаны только три сына.